# ميخائيل هوبنر
ميخائيل هوبنر (بالألمانية: Michael Hubner)‏ هو لاعب كرة قدم ألماني في مركز الدفاع، ولد في 12 أغسطس 1969 في ألمانيا الغربية. شارك مع منتخب ألمانيا الوطني لكرة القدم تحت 15 سنة ‏ ومنتخب ألمانيا تحت 16 سنة لكرة القدم ومنتخب ألمانيا تحت 17 سنة لكرة القدم ومنتخب ألمانيا تحت 18 سنة لكرة القدم ومنتخب ألمانيا تحت 21 سنة لكرة القدم ومنتخب ألمانيا الأولمبي لكرة القدم. أما مع النوادي، فقد لعب مع روت فايس آهلن وروت فايس إيسن ونادي بوخوم ونادي هامبورغ 08.

## وصلات خارجية
- ميخائيل هوبنر على موقع قاعدة بيانات كرة القدم.إي يو (الإنجليزية)
- ميخائيل هوبنر على موقع بيانات كرة القدم. دي إي (الألمانية)
- ميخائيل هوبنر على موقع عالم كرة القدم.نت (الإنجليزية)